# Instituto Conjunto do Laboratório de Astrofísica

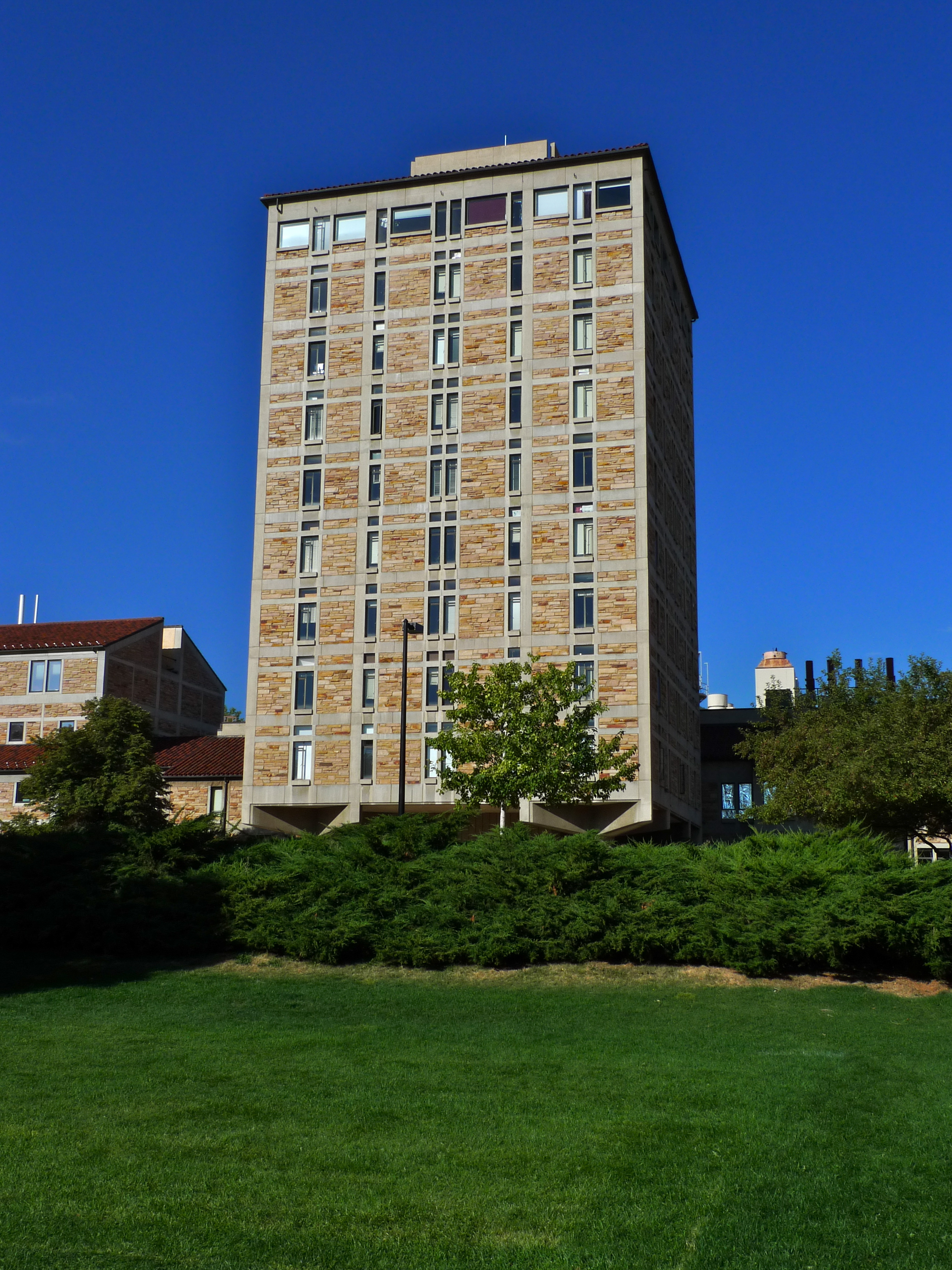
Torre do JILA na Universidade do Colorado.

Instituto Conjunto do Laboratório de Astrofísica (no original Joint Institute for Laboratory Astrophysics — JILA) é um instituto de pesquisa de ciência física nos Estados Unidos. Localiza-se no campus da Universidade do Colorado em Boulder. O JILA é operado conjuntamente pela Universidade do Colorado (CU) e o Instituto Nacional de Padrões e Tecnologia (NIST).

## Pesquisa
Pesquisas do JILA variam entre o comportamento dos átomos e moléculas ultrafrias, através da concepção de óptica de precisão e lasers, para os processos que moldam as estrelas e galáxias, abrangendo estas grandes categorias:
- Astrofísica
- Física Molecular e Atômica
- Biofísica
- Química Física
- Nanotecnologia
- Física de Lasers
- Medição de Precisão
- Informação Quântica

## Funcionários
O Instituto inclui dois ganhadores do Prêmio Nobel — Eric Allin Cornell e John Lewis Hall — e três Fellows da John D. and Catherine T. MacArthur Foundation — Deborah Jin, Margaret Murnane e Ana Maria Rey. A cada ano, os cientistas do JILA publicam mais de 200 trabalhos de pesquisa originais em revistas científicas nacionais e internacionais e conferências.